# (100641) 1997 VO4
(100641) 1997 VO4 es un asteroide perteneciente al cinturón de asteroides, descubierto el 3 de noviembre de 1997 por Valter Giuliani y el también astrónomo Francesco Manca desde el Observatorio Astronómico de Sormano, Sormano, Italia.

## Designación y nombre
Designado provisionalmente como 1997 VO4.

## Características orbitales
1997 VO4 está situado a una distancia media del Sol de 2,606 ua, pudiendo alejarse hasta 3,022 ua y acercarse hasta 2,190 ua. Su excentricidad es 0,159 y la inclinación orbital 29,93 grados. Emplea 1537,04 días en completar una órbita alrededor del Sol.
Los próximos acercamientos a la órbita de Júpiter se producirán el 5 de febrero de 2038 y el 4 de junio de 2071.

## Características físicas
La magnitud absoluta de 1997 VO4 es 15,6.